# La Roue Tourangelle 2015
La Roue Tourangelle 2015, quattordicesima edizione della corsa e valevole come evento dell'UCI Europe Tour 2015 categoria 1.1, si svolse il 26 aprile 2015 su un percorso di 199 km, con partenza da Château-Renault e arrivo a Tours, in Francia. La vittoria fu appannaggio del francese Lorrenzo Manzin che terminò la gara in 4h34'09", alla media di 43,55 km/h, precedendo l'altro francese Clément Venturini il tedesco Jan Dieteren.
Sul traguardo di Tours 98 ciclisti, su 112 partiti da Château-Renault, portarono a termine la competizione.

## Squadre e corridori partecipanti
| N.    | Cod. | Squadra                    |
| ----- | ---- | -------------------------- |
| 1-8   | EUC  | Team Europcar              |
| 11-18 | ALM  | AG2R La Mondiale           |
| 22-27 | COF  | Cofidis, Solutions Crédits |
| 31-37 | FDJ  | FDJ                        |
| 41-46 | BSE  | Bretagne-Séché             |
| 51-58 | RLM  | Roubaix-Lille Métropole    |
| 61-67 | AUB  | Auber 93                   |
| 71-78 | M13  | Team Marseille 13-KTM      |

| N.      | Cod. | Squadra                  |
| ------- | ---- | ------------------------ |
| 81-88   | WBC  | Wallonie Bruxelles       |
| 91-98   | ADT  | Armée de Terre           |
| 101-108 | MET  | Metec-TKH-Mantel         |
| 111-118 | MUR  | Murias-Taldea            |
| 121-126 | CCD  | Differdange-Losch        |
| 131-138 | TKG  | Kuota-Lotto              |
| 141-148 | ROT  | Roth-Skoda               |
| 151-158 | LDT  | Leopard Development Team |

## Ordine d'arrivo (Top 10)
| Pos. | Corridore           | Squadra       | Tempo    |
| ---- | ------------------- | ------------- | -------- |
| 1    | Lorrenzo Manzin     | FDJ           | 4h34'09" |
| 2    | Clément Venturini   | Cofidis       | s.t.     |
| 3    | Jan Dieteren        | Leopard Dev.  | s.t.     |
| 4    | Baptiste Planckaert | Roubaix-Lille | s.t.     |
| 5    | Benjamin Giraud     | Marseille 13  | s.t.     |
| 6    | Samuel Dumoulin     | AG2R          | s.t.     |
| 7    | Rudy Barbier        | Roubaix-Lille | s.t.     |
| 8    | Oscar Riesebeek     | Metec-TKH     | s.t.     |
| 9    | Alexandre Blain     | Marseille 13  | s.t.     |
| 10   | Anthony Maldonado   | Auber         | s.t.     |